# Järfälla Simsällskap
L'Järfälla Simsällskap, è una società pallanuotistica svedese di Stoccolma.

## Storia
Nella sua storia ha vinto 11 campionati svedesi.